# Mark Zaid
Mark S. Zaid es un abogado estadounidense, con sede en Washington D. C., cuya práctica se centra en la ley de seguridad nacional, las reclamaciones constitucionales de libertad de expresión y la responsabilidad del gobierno.
En 1998 fundó el Proyecto James Madison, una organización dedicada a reducir el secreto gubernamental. Se interesa por la Ley de Libertad de Información y los denunciantes del gobierno. Es coeditor de Litigation Under the Federal Open Government Laws. Es cofundador de una organización jurídica llamada Whistleblower Aid, destinada a ayudar a los denunciantes a transmitir sus preocupaciones sin incurrir en responsabilidad legal.

## Educación
Zaid se graduó en 1989 en la Universidad de Rochester y en 1992 en la Facultad de Derecho de Albany de la Universidad Union de Nueva York, donde fue editor asociado de la Albany Law Review.
Mientras estudiaba en la Facultad de Derecho de Albany, Zaid hizo prácticas en la oficina del vicegobernador de Nueva York, Stan Lundine..

## Práctica
Zaid ejerce en litigios y grupos de presión en asuntos relacionados con la seguridad nacional, el empleo federal, la inmunidad soberana y diplomática extranjera, las transacciones internacionales, los agravios y delitos internacionales, la difamación, la Constitución (Primera y Quinta Enmienda) y las leyes de libertad de información/privacidad (FOI/PA). Ejerce en Compass Rose Legal Group.
A través de su práctica, Zaid a menudo representa a empleados federales antiguos o actuales, oficiales de inteligencia y denunciantes que tienen quejas contra agencias del gobierno de los Estados Unidos o gobiernos extranjeros. Además, representa a miembros de los medios de comunicación y al público en disputas sobre la Primera Enmienda y la Ley de Libertad de Información. Ha manejado asuntos de seguridad nacional, incluyendo revocaciones/denegaciones de autorizaciones de seguridad, investigaciones del IG, y otros asuntos de empleo en las comunidades de seguridad nacional y militar. En la actualidad, imparte los cursos CLE del Colegio de Abogados del Distrito de Columbia sobre la FOIA y las autorizaciones de seguridad. También imparte clases como profesor adjunto en la Universidad Johns Hopkins.
Algunos de sus casos son bien conocidos, como la demanda contra Libia por el atentado terrorista de 1988 contra el vuelo 103 de Pan Am, que dio lugar a un acuerdo de 2.700 millones de dólares, el mayor de este tipo contra un gobierno extranjero por actividades terroristas, y la obtención de una orden judicial en 2004 que suspendió de hecho el programa obligatorio de vacunación contra el ántrax del Departamento de Defensa durante dos años.
Zaid ha sido citado en noticias impresas y en línea como experto en la ley de seguridad nacional y la ley FOIA. Ha aparecido como comentarista en CNN y MSNBC.
El 8 de septiembre de 2016, Thomas J. Colbert, el autor del libro The Last Master Outlaw, y Mark Zaid presentaron una demanda para obligar a la Oficina Federal de Investigación a publicar su archivo del caso D.B. Cooper en virtud de la Ley de Libertad de Información. La demanda alega que el FBI suspendió la investigación activa del caso Cooper "para socavar la teoría de que Rackstraw es D.B. Cooper y así evitar la vergüenza de que la oficina no haya podido desarrollar pruebas suficientes para procesarlo por el crimen"
Fue miembro del equipo jurídico, dirigido por Andrew Bakaj, que representó al denunciante cuya denuncia contra el presidente Donald Trump desencadenó un gran escándalo político y llevó a la puesta en marcha de una investigación de impugnación contra el presidente. Zaid había sido crítico con Trump mucho antes de empezar a representar al denunciante. Dijo que el equipo también está trabajando con un segundo denunciante que ha hablado con las autoridades, pero que no había presentado una denuncia formal hasta el 6 de octubre.
En febrero de 2020, las autoridades federales acusaron a un hombre de Míchigan por amenazar a Zaid y a su cliente denunciante de Ucrania por correo electrónico en noviembre de 2019, supuestamente diciendo: "Todos los traidores deben morir miserablemente." El hombre supuestamente envió el mensaje el día después de que el presidente Trump, en un mitin en Luisiana, sostuviera una foto de Zaid y dijera: "Del abogado, un sórdido", antes de leer tuits de Zaid que predecían que el presidente no duraría su primer mandato. El hombre se declaró culpable en diciembre de 2020 y en junio de 2021 fue condenado a doce meses y un día de prisión, seguidos de tres años de libertad condicional.
Citando su trabajo de "'alto perfil'", la compañía de seguros de mala praxis de Zaid, Hanover Insurance Group, abandonó su cobertura en 2020. El ABA Journal citó específicamente como la razón que la compañía de seguros no tenía "ningún apetito" por el trabajo de Zaid para el Whistle-blower cuyo informe llevó al primer impeachment de Donald Trump. Tanto la especulación de que Hanover lo había hecho por esa razón, como la indignación contra ella, fueron ampliamente difundidas.

### Whistleblower Aid
En septiembre de 2017, Zaid y el antiguo denunciante del Ministerio de Asuntos Exteriores de Estados Unidos, John Tye, cofundaron Whistleblower Help, una organización legal que ayuda a personas del gobierno y del sector privado a denunciar infracciones de la ley sin incidentes. ICentrada inicialmente en los empleados y contratistas del gobierno federal de Estados Unidos, Whistleblower Help subraya que no es WikiLeaks. "Nadie tendría que enviar nunca información clasificada a Whistleblower Help", afirma la empresa. "Whistleblower Help nunca ayudaría a clientes o probables clientes a filtrar información clasificada". En cambio, los denunciantes con información clasificada serán dirigidos a detectives con habilitación de seguridad para ayudar a exponer las irregularidades sin infringir la ley o incurrir en responsabilidad penal. Los clientes no son cobrados. No se cobra a los clientes. Para cubrir los gastos, la empresa solicita donaciones de fundaciones y financiación colectiva.